# Procerura
Genre
Procerura est un genre de collemboles de la famille des Isotomidae.

## Liste des espèces
Selon Checklist of the Collembola of the World (version du 4 septembre 2019) :
- Procerura aequaoculata Salmon, 1941
- Procerura dissimilis (Salmon, 1944)
- Procerura fasciata Salmon, 1941
- Procerura fusca (Salmon, 1941)
- Procerura indica (Baijal, 1958)
- Procerura magnifica (Salmon, 1949)
- Procerura montana Salmon, 1941
- Procerura ochracea (Salmon, 1949)
- Procerura parva (Salmon, 1937)
- Procerura purpurea Salmon, 1941
- Procerura serrata Salmon, 1941
- Procerura transequatoria (Salmon, 1969)
- Procerura violacea Salmon, 1941

## Publication originale
- Salmon, 1941 : The Collembolan fauna of New Zealand, including a discussion of its distribution and affinities. Transactions and Proceedings of the Royal Society of New Zealand, vol. 70, p. 282-431.